# SimulationX
SimulationX ist eine CAE-Software für die Simulation physikalisch-technischer Systeme und Anlagen, entwickelt und kommerziell vertrieben durch die ESI Group. SimulationX unterstützt Microsoft-Windows-Betriebssysteme.

## Entwicklungsgeschichte
Bereits Mitte der 80er Jahre wurde beim VEB Mikromat in Dresden ein unter DOS betriebenes Programm für die Auslegung geregelter Vorschubsysteme und für Hydraulikberechnungen entwickelt. 1993 stellt die zum größten Teil von ehemaligen Mikromat-Mitarbeitern im Jahr 1990 gegründete ITI GmbH eine auf diesen Vorläufern aufbauende, unter Windows betriebene Simulationssoftware zur dynamischen Antriebsauslegung der Öffentlichkeit vor: ITI-SIM 1. Ab 1995 wird die Software in der Version ITI-SIM 2 auch für fluidtechnische Simulationen eingesetzt. 2002 erfolgt die Markteinführung der auf der objektorientierten Beschreibungssprache Modelica beruhenden Neuentwicklung SimulationX. ITI-SIM wird 2007 nach der Version 3.8 vollständig von SimulationX abgelöst.
Seit Anfang 2016 gehört ITI zur ESI Group und firmiert nun unter dem Namen ESI ITI GmbH.

## Modellierung und Funktionsweise

SimulationX 3.9: Dynamische Energieverbrauchssimulation eines Elektrofahrzeugs

Der Aufbau von Simulationsmodellen erfolgt über den diskreten Netzwerkansatz. Das heißt, das zu simulierende System wird in logische Teilsysteme zerlegt und mit spezifischen Verbindungen untereinander vernetzt. Die Teilsysteme werden mit zuvor definierten Modellen abgebildet. Diese können entweder mit einer grafischen Eingabeoberfläche – basierend auf Modelica – selbst erstellt oder aus einer in thematischen Bibliotheken geordneten Modellsammlung ausgewählt werden. Die Modelle der Teilsysteme werden anschließend parametriert und mit physikalischen Verbindungen miteinander vernetzt. Zur Modellierung steht eine grafische Oberfläche zur Verfügung. Es kann aber auch rein textbasiert unter Verwendung von Modelica gearbeitet werden.

## Bibliotheken
Modellbibliotheken können als modulare Pakete vom Hersteller bezogen werden. Es werden Bibliotheken mit Basismodellen ihrer jeweiligen physikalischen Domäne sowie Bibliotheken mit komplexen Modellen für spezifische Anwendungsbereiche und Branchen angeboten. Je nach Anwendungsgebiet sowie gewünschtem Modellierungs-, Berechnungs- und Parametrierungsumfang, stehen Modellelemente mit eindimensionalem, zweidimensionalem und dreidimensionalem Eigenschaften zur Verfügung. Darüber hinaus können auf Modelica basierende, selbsterstellte Bibliotheken sowie solche von Drittfirmen in SimulationX eingebunden werden.

## Schnittstellen
SimulationX verfügt über offene, umfangreiche CAx-Schnittstellen zu externen Programmen unterschiedlicher Anwendungen, z. B.
- CAE (z. B. VehicleSim (CarSim, BikeSim, TruckSim))
- CAD (z. B. SolidWorks, Autodesk Inventor, CATIA)
- CAM
- Sensitivitätsanalyse und Optimierung (z. B. optiSLang, Isight, modeFRONTIER, OptiY)
- FEA/FEM (Abaqus, Ansys, COMSOL Multiphysics, MSC Nastran)
- CFD

SimulationX unterstützt die Erstellung und den Import von Functional Mockup Units. Standardisierte Schnittstellen ermöglichen den plattformunabhängigen Austausch von Simulationsmodellen und sorgen für eine flexible Anbindung externer Simulationstools und Komponenten.
Die Simulatorkopplung ist eine generische Schnittstelle mit vordefiniertem Aufbau zur Anbindung von SimulationX zu anderen CAE-Tools, z. B. MSC.Adams, SIMPACK, MATLAB/Simulink, Fluent, Cadmould, SCALE-RT. Eine COM-Schnittstelle erlaubt die Kommunikation zwischen SimulationX und anderen Windowsanwendungen für nutzerdefinierte Batch-Abläufe, Embedded Simulation, Parameterstudien oder Optimierungen. Für eine ganzheitliche Struktur- und Systemanalyse ( Gleichgewichtsberechnung, Eigenfrequenzen, Eigenschwingungsformen, Übertragungsverhalten) stehen Werkzeuge zur Verfügung.

## Einsatz und Branchen
SimulationX wird in der Wissenschaft und Industrie zur Analyse der Eigenschaften komplexer mechatronischer Systeme verwendet. In folgenden Branchen findet SimulationX für den Entwurf, die Modellierung, die Simulation, die Analyse sowie zum virtuellen Testen dynamischer Systeme Anwendung: Automobilindustrie, Schienenfahrzeug- und Schiffbau,  Bau- und Bergbaumaschinen, Energietechnik und energetische Gebäudesystemtechnik, Luft- und Raumfahrttechnik, Maschinenbau, Medizintechnik, sowie Öl- und Gasindustrie, Geräte- und Haushaltsgerätetechnik sowie Unterhaltungselektronik.

## Auszeichnungen
Für die stationäre Antriebsstranganalyse wurde die Simulationslösung 2006 mit dem Tech Award „Top Product of Powertrain Simulation“ der SAE ausgezeichnet.